# عائشة الشنا
عائشة الشنا أو  ماما عائشة (14 أغسطس 1941 - 25 سبتمبر 2022)، هي ناشطة اجتماعية مغربية ومدافعة عن حقوق المرأة، عملت كممرضة مسجلة وبدأت العمل بصفتها موظفة في وزراة الصحة بالمغرب مع النساء اللاتي تنقصهن الرعاية. وفي عام 1985، أسست جمعية التضامن النسوي، وهي مؤسسة خيرية تقع في الدار البيضاء تهدف لمساعدة النساء العازبات وضحايا الاغتصاب. حازت الشنا على عدة جوائز إنسانية مقابل عملها منها جائزة أوبيس عام 2009 والتي بلغت قيمتها مليون دولار. توفيت في 25 سبتمبر 2022، في مستشفى الشيخ خليفة بمدينة الدار البيضاء، بعد معاناة مع المرض.

## حياتها المبكرة
ولدت الشنا في الدار البيضاء أثناء الحماية الفرنسية، ثم انتقلت إلى مراكش فقضت طفولتها المبكرة هناك. توفي والدها وهي في الثالثة من عمرها وتزوجت والدتها للمرة الثانية. وعندما أتمت الشنا الثانية عشرة من عمرها، تمنى زوج أمها أن تترك المدرسة ولكن على عكس رغبته، أعادتها أمها إلى الدار البيضاء لتعيش مع عمتها وتواصل تعليمها في مدرسة لغات فرنسية. وبعد ثلاثة سنوات، تطلقت والدتها ولحقت بها في الدار البيضاء وبعد ذلك باعت مجوهراتها لتدعم ابنتها.
وبمغادرتها المدرسة في السادسة عشر من عمرها، وجدت عملا في مستشفى حيث عملت كسكرتيرة لبرامج أبحاث لمرضى الجذام والسل. وخاضت امتحانات مدرسة التمريض عام 1960 بناءاً على طلب أصدقائها وتم قبولها، وبعد حصولها على دبلوم التمريض، عملت الشنا في وحدة التعليم بوزارة الصحة ثم انتهى بها المطاف لتعمل منسقة لبرامج التوعية الصحية. وفي السبعينيات عام 1970، بدأت في إنتاج البرامج التلفزيونية والإذاعية المختصة بصحة المرأة ومن ضمنها أول عمل تلفزيوني يدور حول التعليم الصحي .

## الأعمال الخيرية
شرعت الشنا عام 1959 في أولى أعمالها التطوعية في جمعية حماية الطفولة والعصبة المغربية لمحاربة داء السل. وفي عام 1985, أسست جمعية التضامن النسوي نسخة محفوظة 2 ديسمبر 2017 على موقع واي باك مشين. وهي منظمة مختصة بمساعدة النساء العازبات وضحايا الاغتصاب، وكانت تدار في بادئ الأمر في الدار البيضاء. تدرب الجمعية النساء على الطبخ والحياكة والمحاسبة وغيرها من المهارات، وذلك بهدف إعادة ادماجهم  وأطفالهم في المجتمع ومنحهم الاستقلال. وفي عام 2002, اتصفت الجمعية بكونها منظمة رسمية غير حكومية، ثم حصلت بعد ذلك على تبرع من الملك محمد السادس.
في عام 1996، نشرت الشنا كتاب يسمى («البؤس: شهادات»)، والذي سردت فيه عشرين قصة عن النساء اللاتي عملت معهن. وصف الكتاب بكونه «إعلان النسوية» وأيضاً «منوعات من القصص الحزينة». وحازت على جائزة في السفارة الفرنسية في الرباط، والتي تُرجمت لاحقاً إلى اللغة العربية.

## الدفاع عن حقوق المرأة
وصفت الشنا نفسها بأنها تتمتع بقلب مسلم ولكن عقلها علماني. ترجع شهرتها أثناء توليها منصب موظف في وزارة الصحة إلى عملها في المناطق الخاضعة للمحرمات الدينية والاجتماعية. بما في ذلك تنظيم الأسرة، ووضع الأمهات العازبات، ووضع الأطفال غير الشرعيين، ووضع ضحايا زنا المحارم. تلقت انتقادات متوالية من المحافظين الاجتماعيين، الذين ادعوا أن عملها يجعل من فساد الأخلاق شيئا شرعياً.
وفي عام 2009, حازت على جائزة أوبيس والتى يبلغ قدرها مليون دولار مكافأةً على عملها مع النساء المحتاجات للرعاية. لقد كانت أول مسلمة تفوز بهذه الجائزة، وصرحت بأن أموال هذه الجائزة ستكون ضماناً لاستمرارية مؤسستها حتى بعد مماتها.

### اهتمامها بالأمهات العازبات
في عام 1985م وجهت اهتمامها صوب الأمهات العازبات وكانت ترى الشنا أنها فئة اجتماعية هشة التي لا تتمتع بأي حق من الحقوق. من أجل تنظيم العمل وتأطيره، قامت عائشة بتأسيس «جمعية التضامن النسوي». تقع الجمعية في حي النخيل بالدار البيضاء، وتضم عشرات «الأمهات العازبات»، وهو مصطلح يقصد به النساء اللواتي أنجبن أطفالا خارج مؤسسة الزواج الشرعي بمحض إرادتهم أو اللواتي تعرضن للاغتصاب إلا أن الشنا تفضل استعمال مصطلحي «النساء المتخلى عنهن» أو «النساء في وضعية صعبة» بدل مصطلح «الأمهات العازبات». وتعتبرهن الشنا ضحايا المجتمع والقانون، وكما تعتبر هؤلاء الأطفال الذين تصفهم الشنا «الأطفال المتخلى عنهم» أو «الأطفال في وضعية صعبة»، بدل مصطلحات: «اللقطاء» أو «أولاد الزنا» أو «أطفال الشوارع، أنهم لم يختاروا «المجيء» إلى الدنيا، إنما جاؤوا إليها نتيجة علاقات عابرة، وغير شرعية، أو اغتصاب، أو وعود بالزواج كاذبة. تقدم الجمعية المساعدة القانونية والاقتصادية والنفسية للنساء، خصوصا تسهيل المساطر القانونية والإدارية فيما يتعلق بتسجيل الأولاد في الحالة المدنية، بالإضافة إلى تحسيس النساء بخطورة العلاقات الجنسية خارج إطار الزواج.
كما تعمل على إدماج الأمهات وأطفالهن في عائلاتهن، حيث تمكنت الجمعية من جعل الآباء يعترفون بأولادهم فيسجلونهم في الحالة المدنية، بل إن بعض «الآباء» لم يقتصروا على الإقرار بالبنوة بل فضلوا الزواج بأمهات أولادهم. ففي سنة 2005 اعترف 68 أب بأطفالهم؛ 17 منهم فضلوا الاعتراف مع الزواج، بينما أقر 51 منهم بالبنوة فقط.
وتعتبر الشنا أنه لا يمكن تبيئة النموذج الأخلاقي الغربي في تربيتنا المغربية، وأنه ليس من حق المجتمع أن يتصرف كيفما شاء بدعوى أننا في القرن الواحد والعشرين، حسب رأيها المجتمع المغربي مسلم، وهي ضد الحرية الجنسية وضد العلاقات الجنسية خارج مؤسسة الزواج الشرعي، وتدعم التماسك الأسري. وتقول أن حرصها على هذا التماسك هو الذي جعلها تبذل جهدا كبيرا في سبيل أن يتعرف الابن على «أبيه البيولوجي» وحتى لا تختلط الأنساب فيتم السقوط في زنا المحارم. وتحظى هذه الجمعية بإعجاب المناضلات والفاعلين الجمعويين عبر العالم.

## جوائز
من بين الأوسمة العديدة التي حصلت عليها عائشة الشنَّا:
- جائزة حقوق الإنسان من الجمهورية الفرنسية، 1995 بباريس.
- جائزة وسام الشرف للملك محمد السادس عام 2000.[12]
- جائزة إليزابيت نوركال، نادي النساء العالمي بفرانكفورت، 2005.
- جائزة أوبيس للأعمال الإنسانية الأكثر تميزا والبالغة قيمتها مليون دولار. 2009 بمينيابوليس (الولايات المتحدة).[13]
- وسام جوقة الشرف من درجة فارس، من قبل الجمهورية الفرنسية، 2013[14]